# Lehtse (przystanek kolejowy)
Lehtse – przystanek kolejowy w miejscowości Lehtse, w prowincji Virumaa Zachodnia, w Estonii. Położony jest na linii Tallinn - Narwa. 

## Historia
Stacja powstała w czasach carskich. Początkowo nosiła nazwę Lechts (ros. Лехтсъ). W późniejszym okresie zdegradowana do roli przystanku.